# アレックス・ボレイン
アレキサンダー・ライオネル・ボレイン（Alexander Lionel Boraine, 1931年1月10日 - 2018年12月5日）は、南アフリカ共和国の政治家、反アパルトヘイト活動家。ケープタウン大学およびニューヨーク大学で客員教授を務めていた。

## 生い立ち・学歴
1931年1月10日、ケープタウンの貧しい白人家庭に生まれる。1956年に23歳でローズ大学を卒業し、メソジスト教会の聖職者となる。その後裕福な信徒の支援を受けてオックスフォード大学修士課程、ドルー大学博士課程を修了しPhDを取得した。博士課程時代の専攻は組織神学と聖書研究であった。

## 経歴
博士課程を修了した1966年、南ア南部地域メソジスト協会協議会代表に就任。1970年には南アメソジスト協会協議会の会長に最年少で就任し、その職を3年間務めた。当時の南アメソジスト教会はアパルトヘイトの中にあったが、「教会は多人種であるべき」と考えた彼は黒人の鉱山労働者のもとを訪れ、その労働環境に対して積極的に発言した。
1972年、ハリー・オッペンハイマーによって鉱山会社アングロ・アメリカンへ招かれたボレインは、黒人労働者の環境改善を任され、2年間これに取り組んだ。

## 政治家として
1974年、野党進歩党から立候補し国会議員に当選。しかし、1986年には国会が白人以外の意見を代表していないと批判し辞任した。その後1995年まで反アパルトヘイト運動を支援するNPOで会長を務めた。
1995年、彼は真実和解委員会の副委員長に就任し、委員長デズモンド・ムピロ・ツツの下で1998年まで働いた。その後はニューヨーク大学法学部で教授を務めた後に国際移行期正義センター（ICTJ）を設立し、会長兼南アフリカ事務所長として3年間働いた。

## 著書
- 『国家の仮面が剥がされるとき 南アフリカ「真実和解委員会」の記録』2008年、第三書館